# Canton de Marseille-Saint-Just
Le canton de Marseille-Saint-Just est une ancienne division administrative française située dans le département des Bouches-du-Rhône, dans l'arrondissement de Marseille. Ancien canton de Marseille IX

## Composition
Le canton de Marseille-Saint-Just se composait d’une fraction du 13e arrondissement de la commune de Marseille. 
| Nom                   | Code Insee | Intercommunalité                   | Population (dernière pop. légale)                |
| --------------------- | ---------- | ---------------------------------- | ------------------------------------------------ |
| Marseille (chef-lieu) | 13055      | Métropole d'Aix-Marseille-Provence | Fraction : 20 896(2012) Commune : 862 211 (2016) |

et d’une fraction du 14e arrondissement de la commune de Marseille. 
| Nom                   | Code Insee | Intercommunalité                   | Population (dernière pop. légale)                |
| --------------------- | ---------- | ---------------------------------- | ------------------------------------------------ |
| Marseille (chef-lieu) | 13055      | Métropole d'Aix-Marseille-Provence | Fraction : 13 505(2012) Commune : 862 211 (2016) |

Quartiers de Marseille inclus dans le canton (parties des 13e et 14e) :
- Malpassé
- Saint-Just
- Bon-Secours
- Saint-Barthélémy
- Les Cèdres
- Les Oliviers
- Corot
- Les Rosiers

Il comptait 34 401 habitants (population municipale) au 1er janvier 2012.

## Représentation
Canton créé en 1901  (partie de l'ancien 6e canton).

### Conseillers généraux de 1901 à 2015
| Période | Période      | Identité                                       | Étiquette             | Qualité |
| ------- | ------------ | ---------------------------------------------- | --------------------- | --- |
| 1901    | 1920 (décès) | Pierre Roux (1843-1920)                        | Soc.ind.              | Ouvrier forgeron, mécanicien puis journaliste Ancien conseiller général du Canton de Marseille-VI Président du Conseil Général (1909-1910) |
| 1920    | 1934         | Georges Fabre (1881-1969)                      | SFIO puis PSdF        | Avocat à Marseille, conseiller d'arrondissement                                                                                            |
| 1934    | 1940         | Fernand Maille (1889-?, fils d'Antoine Maille) | PRS                   | Employé chez un courtier maritime, Marseille                                                                                               |
|         |              |                                                |                       | |
| 1945    | 1949         | Denis Bizot (1912-1984)                        | PCF                   | Instituteur à Marseille, conseiller de l'Union Française                                                                                   |
| 1949    | 1955         | Jean Chiappe                                   | RPF puis ARS          | Avocat à Marseille |
| 1955    | 1973         | Marius Massias (1909-1987)                     | SFIO puis DVG puis PS | Entrepreneur de transports, conseiller municipal de Marseille                                                                              |
| 1973    | 1979         | Marcel Tassy                                   | PCF                   | Ouvrier électricien Député (1978-1981) |
| 1979    | 1985         | Colette Chauvin                                | PCF                   | Conseillère régionale Députée-suppléante de Marcel Tassy (1978-1981)                                                                       |
| 1985    | 1998 (décès) | Alain Décamps                                  | PS                    | Directeur d'entreprise de commerce international, maire du 7e secteur (1995-1998)                                                          |
| 1998    | 2015         | Michel Pezet                                   | PS                    | Avocat Président du conseil régional de PACA (1981-1986) Député (1986-1993)                                                                |

### Conseillers d'arrondissement (de 1901 à 1940)
| Période                                  | Période      | Identité                                           | Étiquette       | Qualité |
| ---------------------------------------- | ------------ | -------------------------------------------------- | --------------- | --- |
| 1901                                     | 1913         | Louis-Antoine Joubert                              | Socialiste-SFIO | Président du Conseil d'arrondissement                                                                       |
| 1913                                     | 1919         | Albert Bovis                                       | SFIO puis DVG   | Employé |
| 1919                                     | 1920         | Georges Fabre                                      | SFIO            | Avocat |
| 1920                                     | 1933 (décès) | Antoine Maille (1862-1933)                         | SFIO            | Ouvrier typographe                                                                                          |
| 1934                                     | 1937         | Jean Picon                                         | Droite          | Secrétaire général du syndicat industriel des fabricants de boissons gazeuses de Marseille                  |
| 1937                                     | 1938 (décès) | Léon Massias (frère de Marius Massias) (1891-1938) | SFIO            | Avocat au barreau de Marseille                                                                              |
| 3 juillet 1938                           | 1940         | Célestin Carmignani                                | SFIO            | Artisan mécanicien, conseiller municipal de Marseille                                                       |
| 1940                                     |              |                                                    |                 | Les conseils d'arrondissement ont été suspendus par la loi du 12 octobre 1940 et n'ont jamais été réactivés |
| Les données manquantes sont à compléter. |              |                                                    |                 | |

## Démographie
| 1982 | 1990   | 1999   | 2006   | 2011   | 2012   |
| ---- | ------ | ------ | ------ | ------ | ------ |
| -    | 25 189 | 24 579 | 34 516 | 35 192 | 34 401 |